# 주부

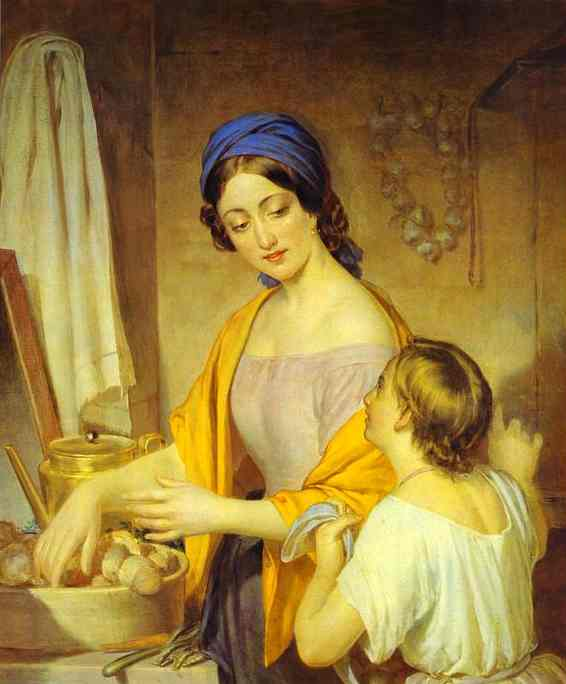
젊은 주부, 캔버스에 그린 유화, 알렉세이 티라노프 작, 현재 러시아 상트페테르부르크에 있는 러시아 박물관 소장(1840년대)

주부(主婦, 主夫)는 한 가정의 살림살이를 맡아서 꾸려가는 사람을 말한다.